# Villanueva de los Caballeros
Villanueva de los Caballeros es municipio y localidad española de la provincia de Valladolid, en la comunidad autónoma de Castilla y León.

## Geografía
Está integrado en la comarca natural de Tierra de Campos, localizándose a 56 kilómetros de la capital vallisoletana. Por su término municipal pasa la Autovía del Noroeste entre los pK 220 y 225, siendo el último municipio de Valladolid por el que discurre la autovía. En el norte está limitado por Pozuelo de la Orden, en el sur por Villardefrades, en el oeste por Villagarcía de Campos y en el este por  San Pedro de Latarce. El río Sequillo atraviesa el pueblo y hace de límite territorial por el sur. 
El relieve es el característico de la Tierra de Campos, amplias llanuras con algunos montes aislados y arroyos tributarios del río Sequillo. El pueblo se alza a 714 metros sobre el nivel del mar. La vegetación típica es la habitual en la zona de la llanura esteparia cerealista, una de los tres principales ecosistemas de Tierra de Campos. En él destacan los cereales, tales como el trigo o la cebada. Debido a la cercanía del pueblo al río Sequillo, también pueden darse otros tipos de vegetación menos secos, como el manzano repinaldo, el cerezo y el peral cermeño. El clima es el propio del clima continental, con veranos secos y cortos con calor diurno y noches frescas e inviernos frío y algo húmedos, además de tener suelos arcillosos. 
| Noroeste: Villalpando, Cotanes del Monte (Zamora) | Norte: Pozuelo de la Orden | Noreste: Villagarcía de Campos |
| Oeste: San Pedro de Latarce                       |                            | Este: Villagarcía de Campos    |
| Suroeste: San Pedro de Latarce                    | Sur: Villardefrades        | Sureste: Urueña                |

## Historia
En su término se citan hallazgos arqueológicos tales como cerámicas a mano datadas en la Edad de Hierro, halladas en el pago del Molino de las Cuatro Rayas; en el mismo lugar, un bronce de Galieno, de la ceca de Tréveris, representando las puertas de la ciudad; también aparecen cerámicas medievales, probablemente de la época de repoblación. Además, tiene gran importancia también El Miradero, un sepulcro colectivo que data del Neolítico Final. En él podemos encontrar objetos tales como espátulas de hueso y vasijas asociadas al uso de sustancias alteradoras de la conciencia. Este hallazgo deparó una serie de evidencias que han ayudado al estudio del área de las creencias religiosas.
En el siglo XI ya aparece la denominación de Villa Nova de Campo de Tauro, nombre original en 1091 de Villanueva de los Caballeros, y todo apunta a la creación de una nueva localidad junto a una población ya existente y muy próxima, una aldea posiblemente más pequeña. De esa época es también la aldea de Villa Albín que hoy es conocida como el Convento, finca muy cercana al núcleo urbano.

## Geografía humana

### Demografía
Cuenta con una población de 157 habitantes (INE 2024).
| Gráfica de evolución demográfica de Villanueva de los Caballeros entre 1842 y 2021                                    |
| |
| Población de derecho según los censos de población del INE. Población de hecho según los censos de población del INE. |

## Administración y política
| Periodo   | Nombre                              | Partido |
| --------- | ----------------------------------- | ------- |

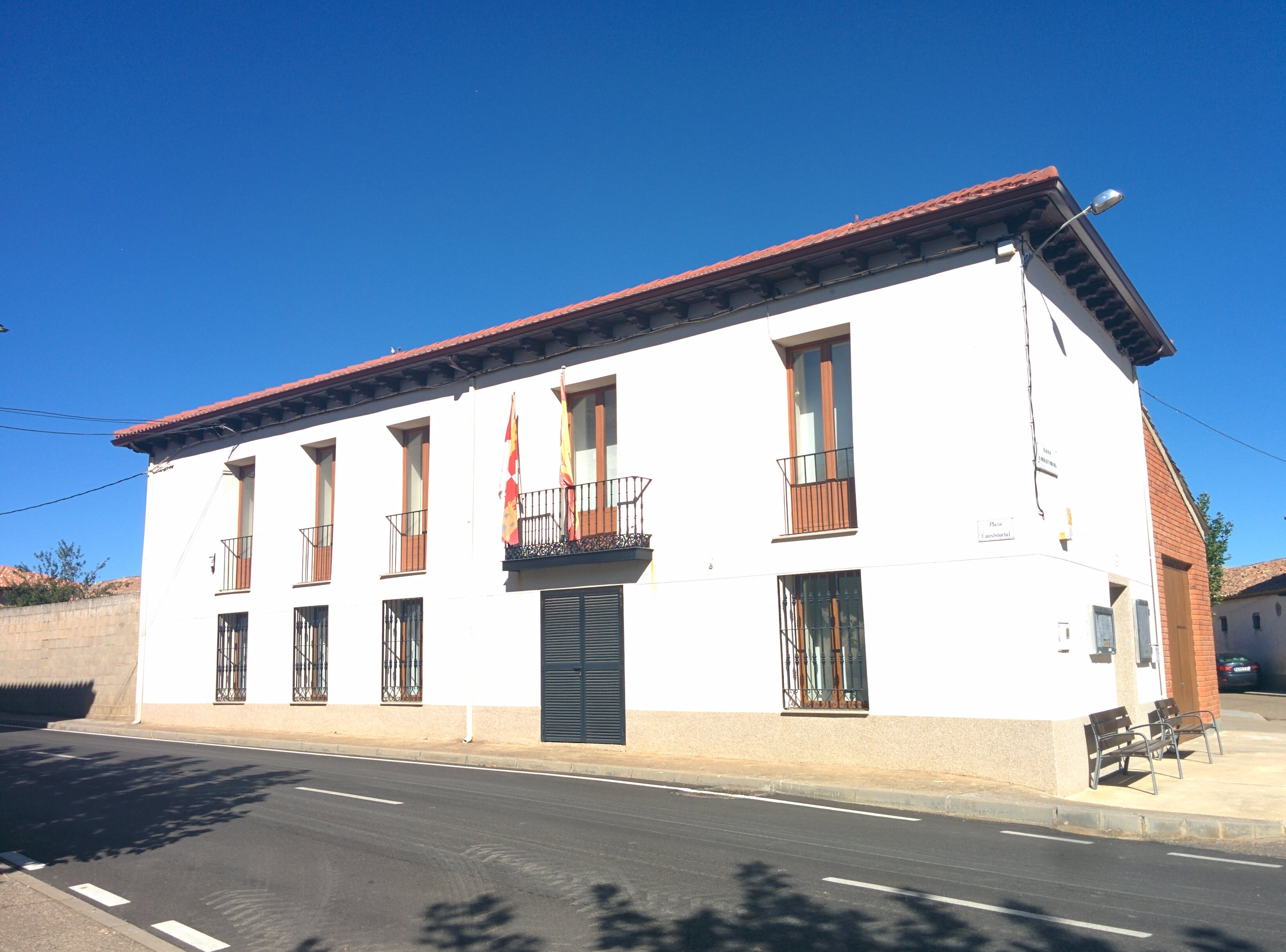
Casa consistorial

| 1979-1983 | Gregorio Santiago /Ezequiel Sánchez | UCD     |
| 1983-1987 | Pedro Calvo                         | PSOE    |
| 1987-1991 | Pedro Calvo                         | PSOE    |
| 1991-1995 | Inocencia Villafáfila Deza          | PP      |
| 1995-1999 | Inocencia Villafáfila Deza          | PP      |
| 1999-2003 | Miren A. Rodríguez Camino           | PSOE    |
| 2003-2007 | Miren A. Rodríguez Camino           | PSOE    |
| 2007-2011 | Miguél Ángel Martín Bravo           | PP      |
| 2011-2015 | Miguél Ángel Martín Bravo           | PP      |
| 2015-2019 | María Esther Villafáfila Rodríguez  | PP      |
| 2019-2023 | Óscar Vega Calvo                    | PP      |

## Patrimonio

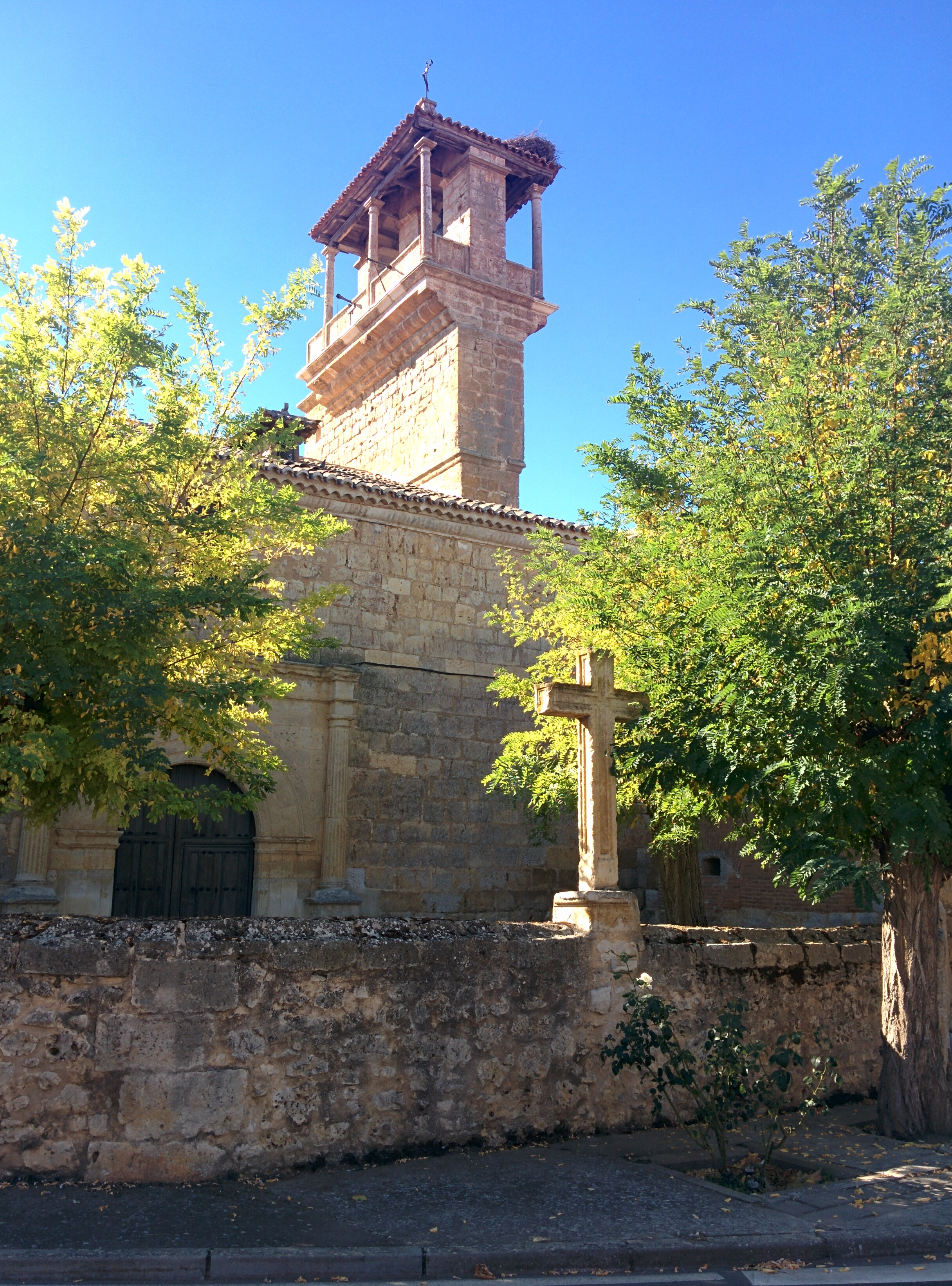
Iglesia de San Pedro Apóstol

- Iglesia de San Pedro Apóstol: construida desde comienzos del siglo XVI y terminada a principios del XIX. De estilo barroco en buen estado de conservación, con muros de piedra. Está compuesta por tres naves entre pilares y arcos de medio punto, que se cubren con arista, bóveda vaída en el crucero y cañón con lunetos en la capilla mayor. Coro a los pies de madera del siglo XVI. Torre o espadaña a los pies, de un cuerpo con balconcillo en la parte alta y de piedra. Dos Portadas en los lados de la Epístola y evangelio, respectivamente, ambas de medio punto.
- Fuente cuyas trazas fueron realizadas en 1572 por el maestro cantero cántabro Juan de Nates.
- También destacan algunas construcciones típicas de la zona de Tierra de Campos, como los palomares, las chozas de campo, los guardaviñas o las casetas de era. Ninguna de estas construcciones se encuentran dentro del casco urbano, sino que están en el campo a las afueras del pueblo.

## Cultura

### Fiestas
- 15 de mayo: San Isidro.
- Tercer fin de semana de agosto: fiesta del Turista.